# (39509) Kardashev
(39509) Kardashev ist ein Asteroid des Hauptgürtels, der am 22. Oktober 1981 vom russischen Astronomen Nikolai Stepanowitsch Tschernych am Krim-Observatorium in Nautschnyj (IAU-Code 095) entdeckt wurde.
Der Asteroid gehört zur Dora-Familie, einer Gruppe von Asteroiden, die nach (668) Dora benannt ist. Die zeitlosen (nichtoskulierenden) Bahnelemente von (39509) Kardashev sind fast identisch mit denjenigen des kleineren, wenn man von der Absoluten Helligkeit von 15,7 gegenüber 14,2 ausgeht, Asteroiden (377140) 2003 OC16.
(39509) Kardashev wurde am 13. Februar 2012 nach dem russischen Astrophysiker Nikolai Semjonowitsch Kardaschow (1932–2019) benannt, dem Vorstand des Space Research Institute der Russischen Akademie der Wissenschaften in Moskau und Schöpfer der Kardaschow-Skala zur Klassifizierung außerirdischer Zivilisationen ist.